# Arenetra agrotidis
Arenetra agrotidis är en stekelart som beskrevs av Kokujev 1906. Arenetra agrotidis ingår i släktet Arenetra och familjen brokparasitsteklar. Inga underarter finns listade.